# フィッシャリーナ
フィッシャリーナ（fisharina）とは、水産庁によって推進されている、漁港の一部をマリーナとしても活用できるようにした港湾施設のこと。

## 概要
目的・名称
漁港内に、漁船と分離してプレジャーボート類を収容する施設を備えたものであり、
- 漁業の振興
- 漁業と海洋性レクリェーションの共存
- 漁港漁村地域の活性化

の3つを目的としている。
「フィッシャリーナ」（fisharina）という呼称は水産庁による造語であり、意味からすれば「fishing port (漁港) + marina (マリーナ)」の混成語のようにも思えるが、水産庁の説明では「fish (魚) + arena (アリーナ/劇場)」の合成語とされている。
沿革・現状
水産庁が1987年（昭和62年）度から漁船とプレジ ャーボート等との漁港における利用を調整する漁港利用調整事業を実施しており、1992年（平成4年）度に模範漁港管理規程例の改正を行い、同年10月に最初のフィッシャリーナである「石田フィッシャリーナ」（富山県黒部市）が誕生している。2019年6月現在、日本全国で33施設がフィッシャリーナの認定を受けている（その内14施設が「海の駅」にも登録されている）。
認定の要件・恩恵
フィッシャリーナの認定を受けるには、
1. 一般市民とのふれあいの場を有していること、又はその計画があること
2. プレジャーボート等の係留・保管施設を有すること
3. 漁港内で一般市民が安全且つ自由に往来できる区域が明確であること
4. 原則として便所及び駐車場を有すること

という4つの要件を満たす必要があり、それを「フィッシャリーナ認定委員会」が審査・認定する。
フィッシャリーナの整備には、国の支援策として、
- 漁村再生交付金
- 強い水産業づくり交付金
- 農山漁村活性化プロジェクト支援交付金
- 港整備交付金

等の制度の支援を受けることができる。
また、認定のフィッシャリーナになると、「海の駅」への登録も支援してもらえる。

## 一覧

### 認定
2019年6月現在、日本全国で33施設がフィッシャリーナの認定を受けている（その内14施設は「海の駅」にも登録されている）。
- 「★」は「海の駅」にも登録されている施設。
- 「※」は2011年の東日本大震災によって休止中の施設。

| 施設名                                                | 所在地                       | 漁港名       | 認定番号 | 備考 |
| ----------------------------------------------------- | ---------------------------- | ------------ | -------- | ---- |
| 余市フィッシャリーナ                                  | 北海道余市郡余市町           | 余市河口漁港 | 016      |      |
| 伊達漁港フィッシャリーナ                              | 北海道伊達市                 | 伊達漁港     | 025      |      |
| 豊浦フィッシャリーナ                                  | 北海道虻田郡豊浦町           | 豊浦漁港     | 015      |      |
| 種市フィッシャリーナ                                  | 岩手県九戸郡洋野町種市       | 種市漁港     | 005      | ※    |
| 吉里吉里フィッシャリーナ                              | 岩手県上閉伊郡大槌町吉里吉里 | 吉里吉里漁港 | 006      | ※    |
| 箱崎フィッシャリーナ                                  | 岩手県釜石市箱崎町           | 箱崎漁港     | 007      | ※    |
| フィシャリーナ陸前高田                                | 岩手県陸前高田市米崎町       | 脇之沢漁港   | 013      | ※    |
| フィッシャリーナ鴨川 （前原フィッシャリーナ ）        | 千葉県鴨川市                 | 鴨川漁港     | 017      | ★    |
| フィッシャリーナ保田                                  | 千葉県安房郡鋸南町保田       | 保田漁港     | 026      | ★    |
| みうら・宮川フィッシャリーナ                          | 神奈川県三浦市三崎町         | 三崎漁港     | 019      | ★    |
| 平塚フィッシャリーナ                                  | 神奈川県平塚市               | 平塚漁港     | 014      | ★    |
| 用宗フィッシャリーナ                                  | 静岡県静岡市駿河区用宗       | 用宗漁港     | 021      |      |
| フィッシャリーナ佐久島                                | 愛知県西尾市一色町佐久島     | 佐久島漁港   | 028      |      |
| 鬼崎フィッシャリーナ                                  | 愛知県常滑市港町             | 鬼崎漁港     | 010      |      |
| 石田フィッシャリーナ                                  | 富山県黒部市浜石田           | 石田漁港     | 001      |      |
| 水橋フィッシャリーナ                                  | 富山県富山市水橋辻ヶ堂       | 水橋漁港     | 030      | ★    |
| フィッシャリーナ那智                                  | 和歌山県東牟婁郡那智勝浦町   | 那智漁港     | 020      | ★    |
| フィッシャリーナ内の浦                                | 和歌山県田辺市下屋敷町       | 内の浦漁港   | 031      | ★    |
| 和歌浦フィッシャリーナ                                | 和歌山県和歌山市和歌浦南     | 和歌浦漁港   | 002      |      |
| 神戸フィッシャリーナ                                  | 兵庫県神戸市垂水区           | 垂水漁港     | 018      | ★    |
| 香南市ポートマリーナ                                  | 高知県香南市吉川町           | 吉川漁港     | 029      |      |
| 内海フィッシャリーナ                                  | 広島県福山市内海町           | 箱崎漁港     | 012      | ★    |
| 沖浦漁港フィッシャリーナ                              | 広島県豊田郡大崎上島町       | 沖浦漁港     | 022      | ★    |
| 五日市漁港フィッシャリーナ （五日市メープルマリーナ） | 広島県広島市佐伯区海老園     | 五日市漁港   | 027      | ★    |
| フィッシャリーナ小島                                  | 山口県長門市三隅中小島       | 小島漁港     | 004      |      |
| フィッシャリーナむろつ                                | 山口県下関市豊浦町大字室津下 | 室津下漁港   | 003      |      |
| 脇田漁港フィッシャリーナ                              | 福岡県北九州市若松区安屋     | 脇田漁港     | 033      |      |
| マリンピアむさし                                      | 大分県国東市武蔵町           | 大海田漁港   | 032      | ★    |
| フィッシャリーナ宇久                                  | 長崎県佐世保市宇久町         | 平漁港       | 023      | ★    |
| フィッシャリーナ天草                                  | 熊本県上天草市               | 樋合漁港     | 009      | ★    |
| 串木野フィッシャリーナ                                | 鹿児島県いちき串木野市       | 串木野漁港   | 011      |      |
| 久米島町フィッシャリーナ （泊フィッシャリーナ ）      | 沖縄県島尻郡久米島町         | 仲里漁港     | 008      |      |
| 糸満フィッシャリーナ                                  | 沖縄県糸満市西崎町           | 糸満漁港     | 024      |      |

### その他
認定は受けていないが「フィッシャリーナ」の運用形態・名称を持つ施設。
- 閖上フィッシャリーナ（宮城県名取市閖上）
- 初島フィッシャリーナ（静岡県熱海市初島）
- 炬口フィッシャリーナ（兵庫県洲本市）
- 長田フィッシャリーナ（山口県周南市）
- 北谷町フィッシャリーナ（沖縄県中頭郡北谷町）